# Satsen om isolerade nollställen
Satsen om isolerade nollställen är en sats inom komplex analys som säger att om {\displaystyle U} är en sammanhängande mängd och {\displaystyle f:U\rightarrow {}\mathbb {C} } är en icke-konstant holomorf funktion så har {\displaystyle f} isolerade nollställen.

## Bevis
Antag att {\displaystyle f} har ett icke-isolerat nollställe. Låt {\displaystyle V\subseteq {}U} vara mängden av alla {\displaystyle z} sådana att {\displaystyle f} är konstant {\displaystyle 0} i en omgivning av {\displaystyle z}. {\displaystyle V} är trivialt öppen. Låt {\displaystyle z_{0}} tillhöra det slutna höljet av {\displaystyle V}. Eftersom {\displaystyle f} är holomorf och därmed kontinuerlig följer det att {\displaystyle f(z_{0})=0}. Antag vidare att {\displaystyle f} inte är konstant {\displaystyle 0} i någon omgivning av {\displaystyle z_{0}}. Eftersom {\displaystyle f} är holomorf i {\displaystyle z_{0}} är den även analytisk här och vi kan uttrycka {\displaystyle f} som
{\displaystyle \sum _{n=1}^{\infty {}}a_{n}(z-z_{0})^{n}}
i en omgivning av {\displaystyle z_{0}}. Vi måste dessutom ha åtminstone ett {\displaystyle a_{n}} som är skiljt från {\displaystyle 0} eftersom {\displaystyle f} annars mot antagandet skulle vara konstant {\displaystyle 0} här. Alltså får vi
{\displaystyle f(z)=\sum _{n=1}^{\infty {}}a_{n}(z-z_{0})^{n}=\sum _{n=m}^{\infty {}}a_{n}(z-z_{0})^{n}=a_{m}(z-z_{0})^{m}\left(1+\sum _{n=1}^{\infty {}}b_{n}(z-z_{0})^{n}\right)=a_{m}(z-z_{0})^{m}(1+h(z))}
där {\displaystyle a_{m}\neq {}0} och {\displaystyle h} är en holomorf funktion i en omgivning av {\displaystyle z_{0}}. Eftersom {\displaystyle h(z_{0})=0}, och {\displaystyle h} är kontinuerlig så är {\displaystyle 1+h(z)\neq {}0} för {\displaystyle z} i en omgivning av {\displaystyle z_{0}}. För {\displaystyle z} i denna omgivning utom {\displaystyle z_{0}} är även {\displaystyle a_{m}(z-z_{0})^{m}} nollskiljt, och det följer att det enda nollstället för {\displaystyle f} i denna omgivning är {\displaystyle z_{0}} eftersom {\displaystyle f(z)=a_{m}(z-z_{0})^{m}(1+h(z))}. Detta motsäger antagandet att {\displaystyle z_{0}} tillhör det slutna höljet av {\displaystyle V} och därför är {\displaystyle f} konstant {\displaystyle 0} i en omgivning av {\displaystyle z_{0}} och det följer att {\displaystyle z_{0}\in {}V}. Mängden {\displaystyle V} är alltså både öppen och stängd och enligt argumentet ovan måste {\displaystyle V} innehålla det icke-isolerade nollstället enligt antagandet. Det följer nu eftersom {\displaystyle V} inte är tom, att {\displaystyle V=U} och att {\displaystyle f} är konstant {\displaystyle 0}.